# Lafayette Square (Washington)
Pour les articles homonymes, voir Lafayette et Lafayette Square.
Lafayette Square est un jardin public situé dans le périmètre du parc du Président face à la Maison-Blanche à Washington D.C. aux États-Unis.

## Toponymie
Lafayette Square tient son nom en hommage à la personnalité française du marquis de Lafayette qui participa à la victoire de la Révolution américaine. 

## Géographie
Lafayette Square s'étend sur 3 ha dans la partie septentrionale de la Maison-Blanche. Il est bordé par la Jackson Place à l'ouest, Madison Place à l'est et Pennsylvania Avenue au sud. Le parc et les structures environnantes ont été déclarés comme un National Historic Landmark District en 1970. Ce parc était à l'origine appelé « President's Park » ce qui est maintenant le nom de l'ensemble du domaine géré par le National Park.

## Histoire
Le parc fut séparé de la Maison-Blanche en 1804, quand le président Thomas Jefferson fit percer la Pennsylvania Avenue. En 1824, le parc fut officiellement renommé en l'honneur du marquis français Gilbert du Motier de La Fayette, qui avait combattu lors de la guerre d'Indépendance.
Le parc Lafayette fut utilisé comme champ de course, cimetière, zoo, marché aux esclaves, campement pour soldats lors de la guerre de 1812 et plusieurs manifestations de protestations ou de célébrations. Andrew Jackson Downing dessina le parc en 1851 dans un style pittoresque. Le plan actuel, avec ses cinq grandes statues datent des années 1930. Au centre se trouve la statue équestre du président Andrew Jackson, réalisé par Clark Mills en 1853. Aux quatre coins du parc, sont érigées des statues de héros étrangers de la guerre d'Indépendance américaine : le marquis de Lafayette et le comte de Rochambeau pour la France, le général Kościuszko pour la Pologne et le baron von Steuben pour la Prusse.

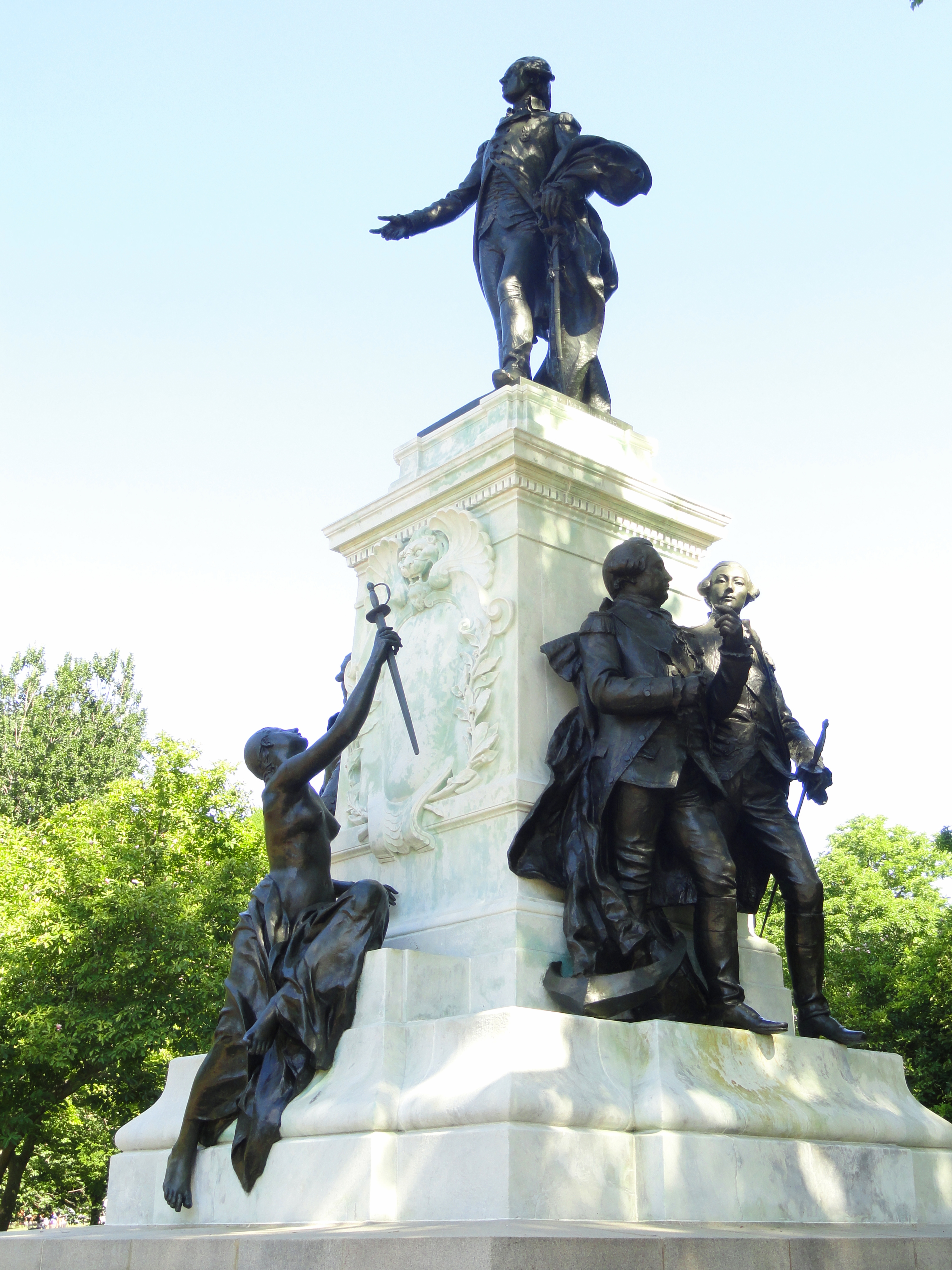
Statue du Marquis de Lafayette par Alexandre Falguière.
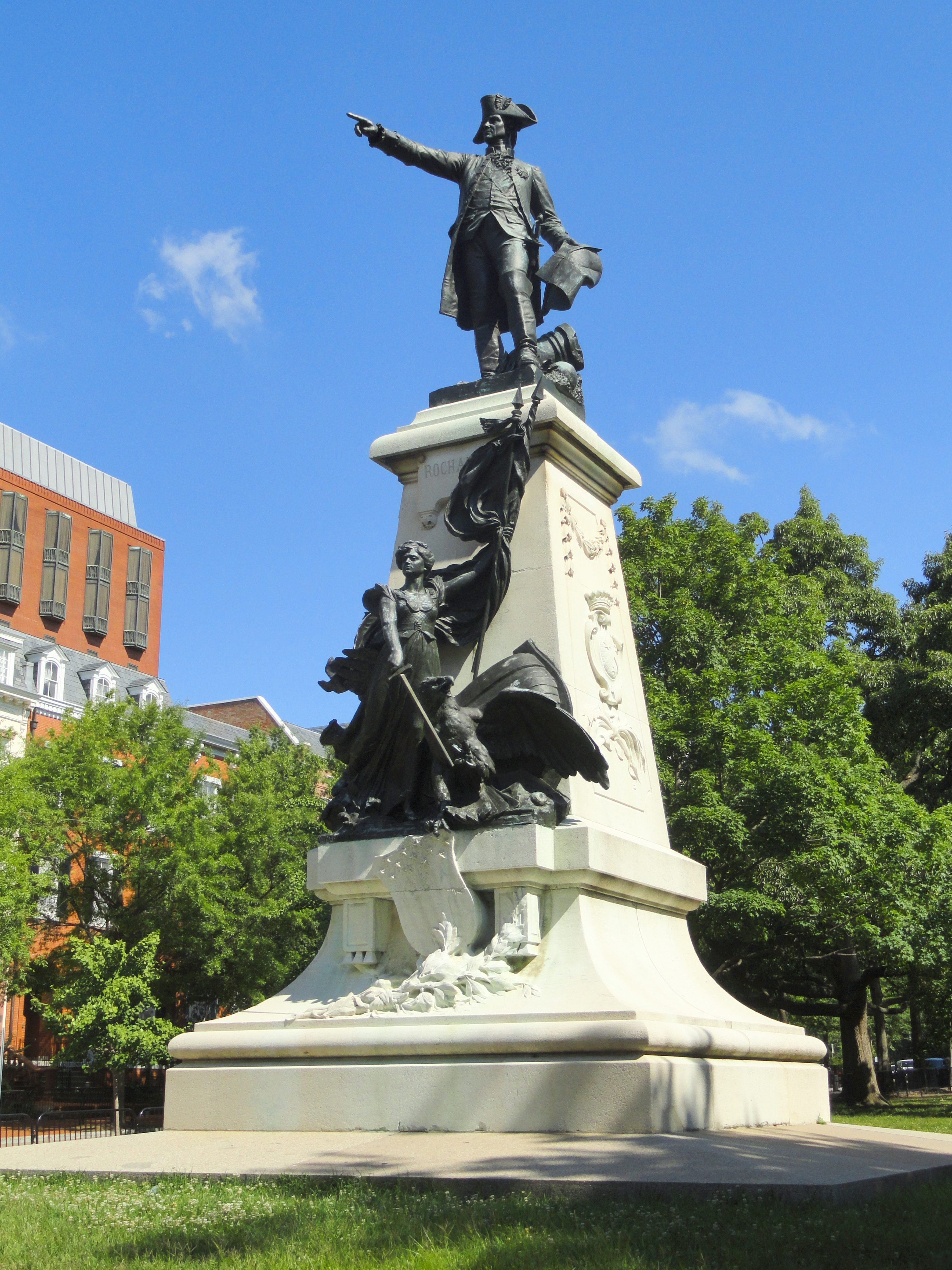
Statue du général de Rochambeau par Fernand Hamar.
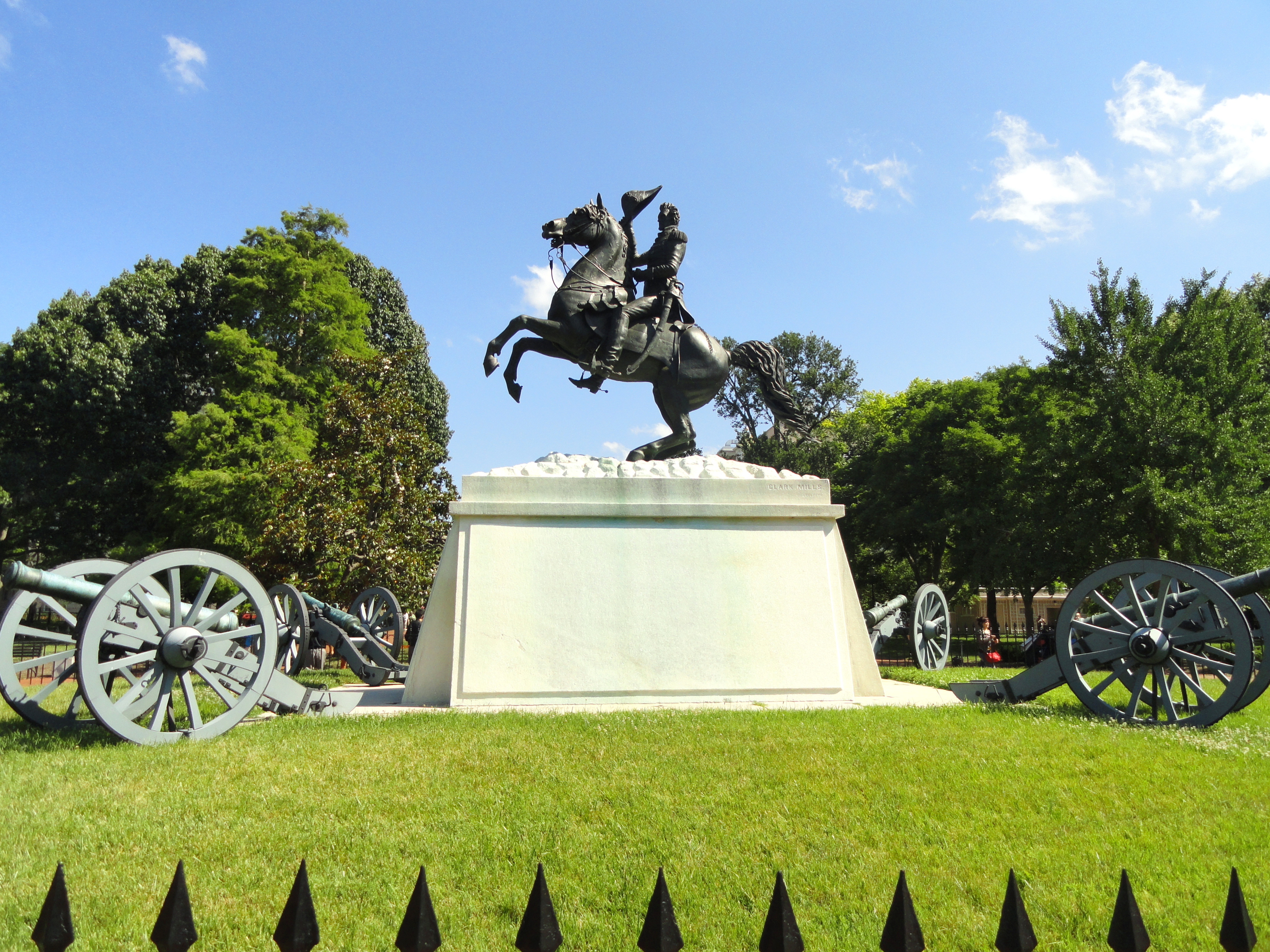
Statue équestre d'Andrew Jackson par Clark Mills situé au centre de Lafayette Square.
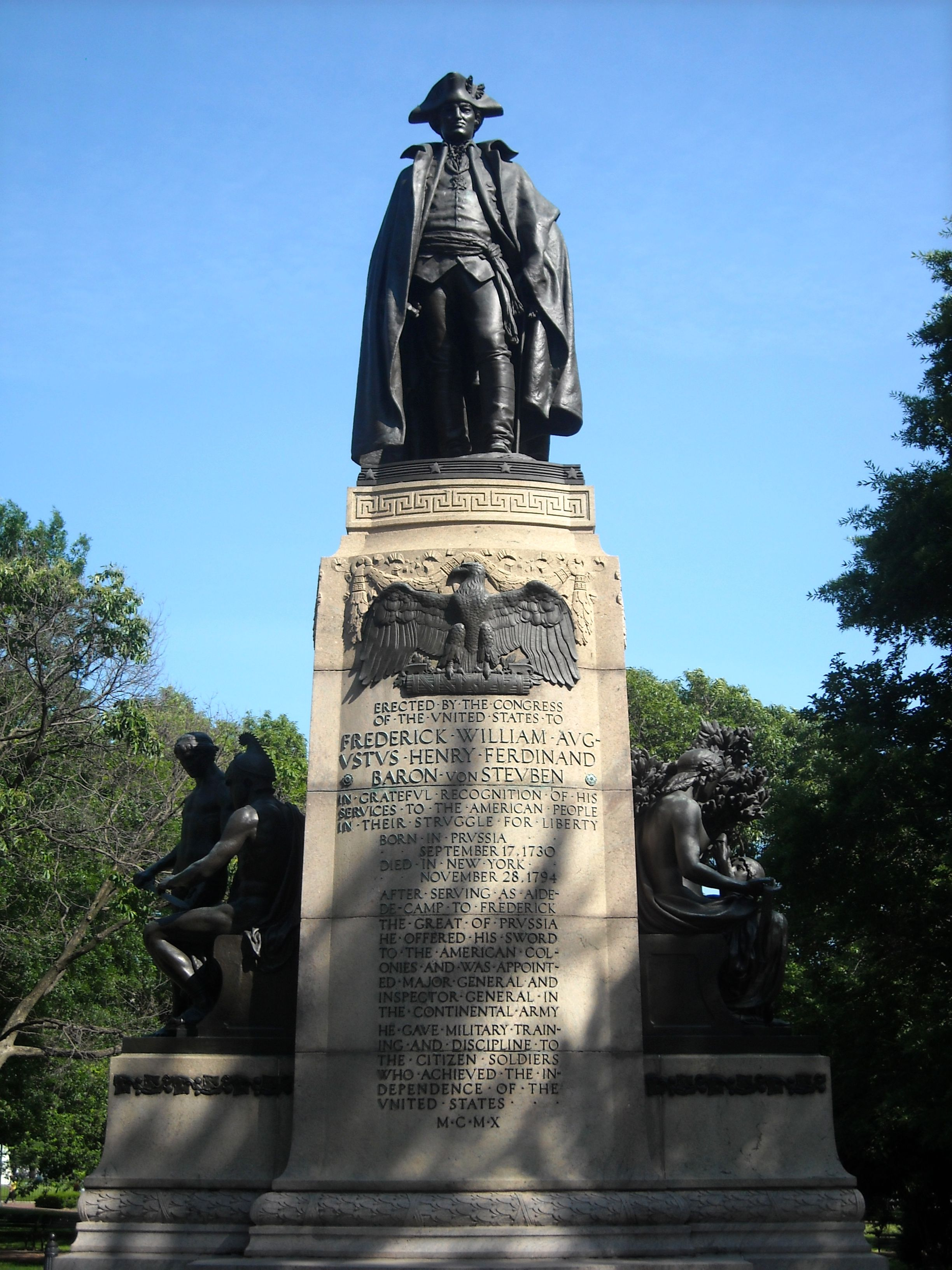
Statue du général von Steuben par Albert Jaegers.
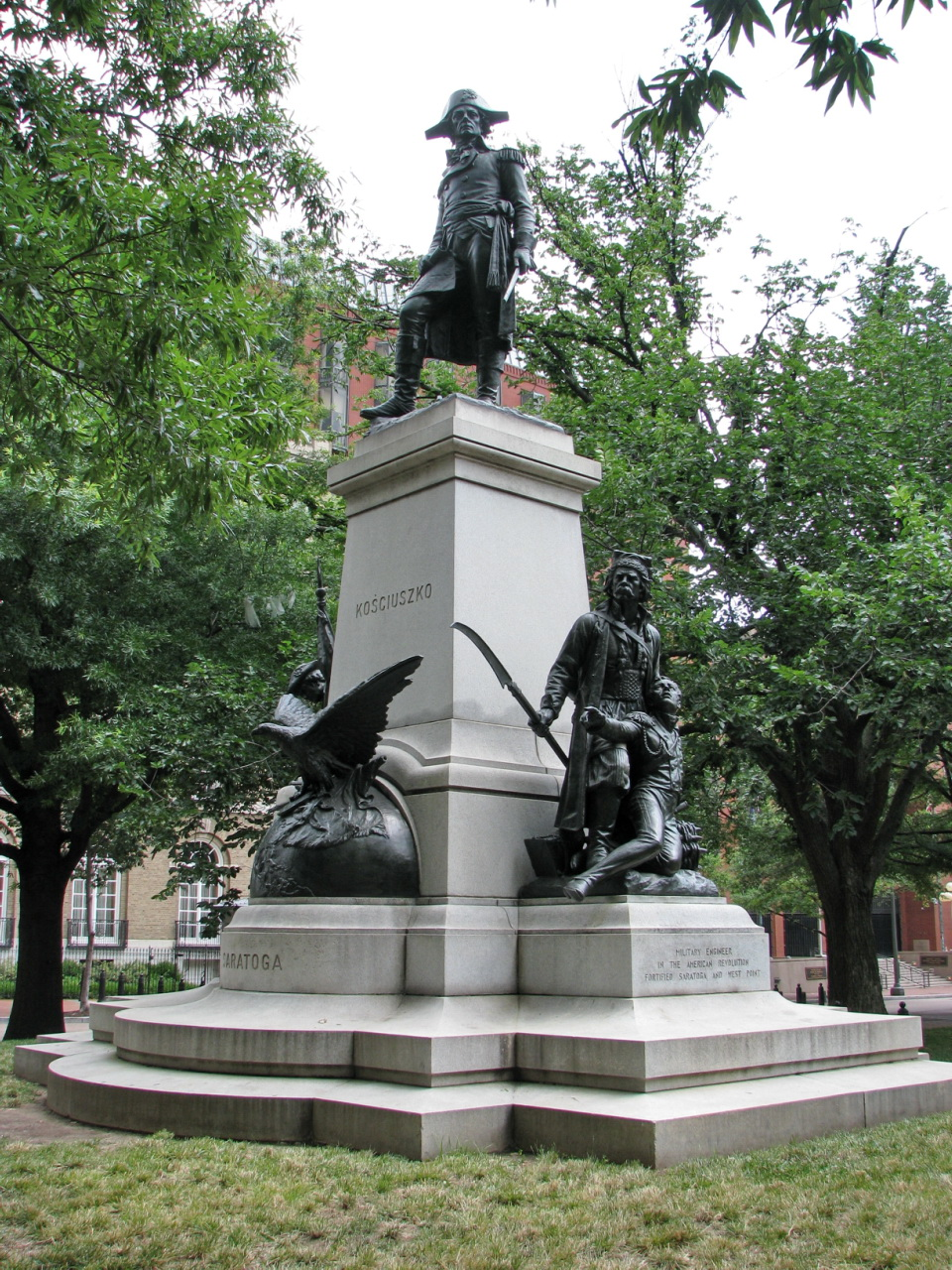
Statue du général Tadeusz Kosciuszko par Antoni Popiel.